# The Astronomer's Dream

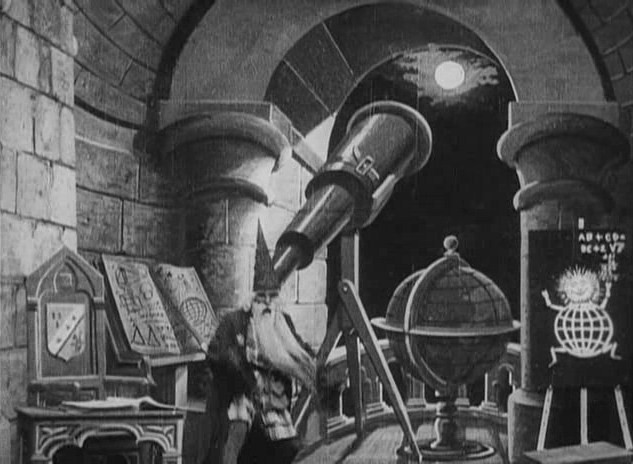
Captura de pantalla de la película "La Luna a un metro" (1898).

La luna a un metro (en francés: La Lune à un mètre o también llamada por su título en inglés, The Astronomer's Dream, es decir, "El sueño del astrónomo") es un cortometraje mudo francés de 1898 dirigido por Georges Méliès.
La película, que es protagonizada por el propio Méliès, presenta una serie de imaginaciones que el astrónomo del filme sueña que se relacionan con la astronomía y, en especial, con la Luna.

## Trama
En un observatorio, un anciano astrónomo está estudiando en su escritorio. De repente, aparece Satanás, luego aparece una mujer y hace desaparecer a Satanás desapareciendo ella también. El astrónomo dibuja un globo en una pizarra. El globo desarrolla una cabeza y extremidades similares a las del sol y comienza a moverse en la pizarra. El astrónomo tira el dibujo y mira a través de un pequeño telescopio. La Luna aparece en la habitación como una gran cara sonriente y se traga el telescopio del astrónomo. Además, unos niños caen de su boca. Entonces la Luna desaparece y ahora está en el cielo lejos. Con un vestido diferente, el astrónomo intentando observarla se para sobre una mesa, que desaparece y luego cae.
La Luna se convierte en una media luna. De ella baja la diosa mitológica Febe (es decir, Selene). El astrónomo la persigue, pero ella lo elude. Luego, otra figura femenina se para en la media luna antes de reclinarse en su forma de C. La Luna vuelve a aparecer en la habitación como una enorme cara prominente, y el astrónomo salta dentro de su boca. Aparecen de nuevo la mujer y Satanás. El astrónomo reaparece de nuevo. Luego, en el observatorio, el astrónomo se sienta en la silla de su escritorio, dándose cuenta de que estaba dormido.

## Lanzamiento
La Lune à un mètre fue estrenada por la compañía de Méliès, Star Film Company y está numerada del 160 al 162 en sus catálogos. En los catálogos franceses un subtítulo dividía al filme en tres escenas: La Lune à un mètre (1—l'observatoire; 2—la Lune; 3—Phœbé).  Fue el tercer filme de Méliès, después de La mansión del diablo (1896) y El laboratorio de Mefistófeles (1897), en tener más de 60 metros.